# The Famous Grouse

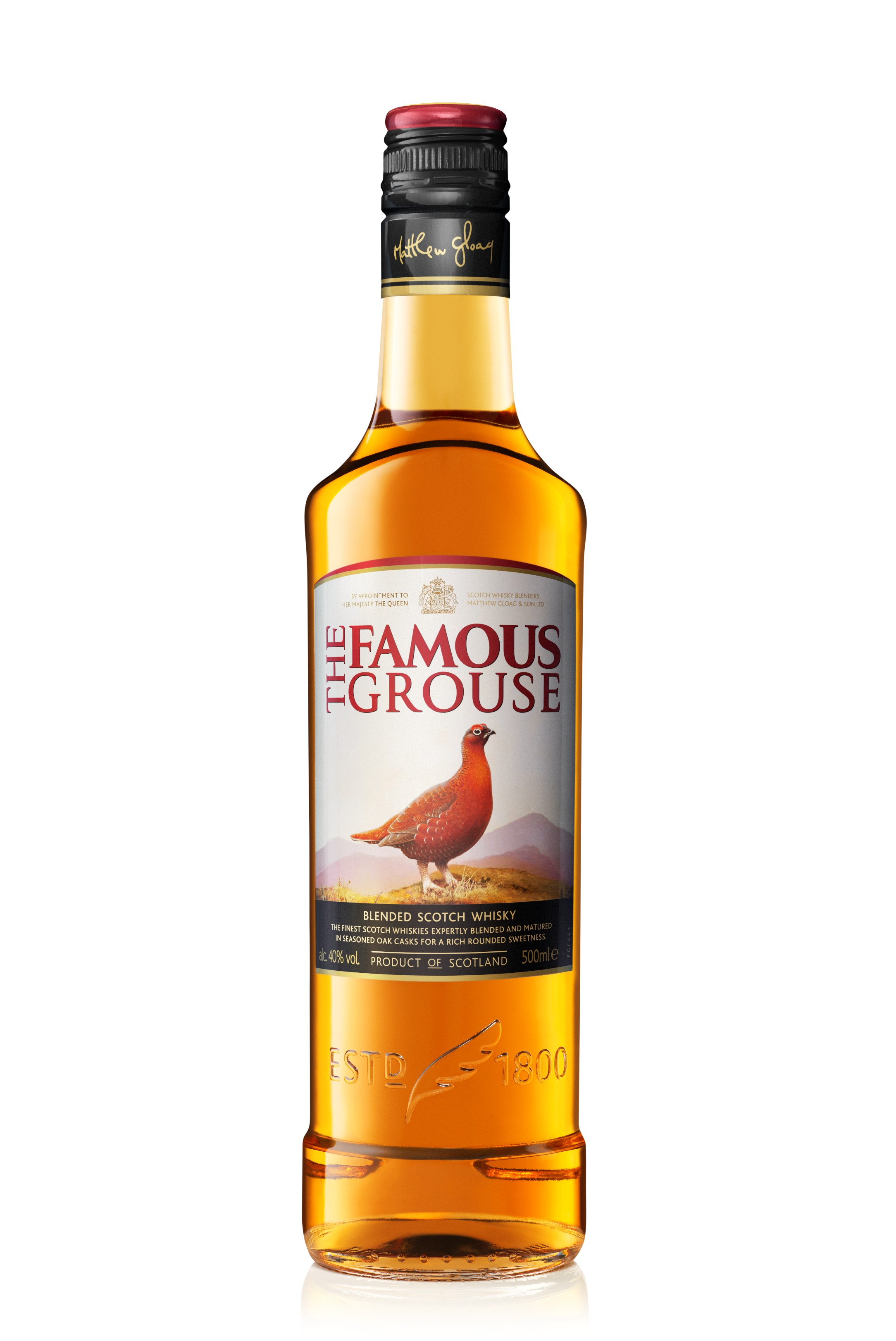
The Famous Grouse

The Famous Grouse – marka szkockiej whisky blended, po raz pierwszy wyprodukowanej przez Matthew Gloag & Son Ltd. w 1897, obecnie zaś rozlewanej przez The Edrington Group. Whisky kupażowana jest głównie z następujących single malt whisky: The Glenrothes, Highland Park i The Macallan. Jej godłem jest pardwa szkocka.
W latach 1986–1989 i 1991-1998 The Famous Grouse była głównym sponsorem drużyny piłkarskiej St. Johnstone. Była także sponsorem męskiej reprezentacji Szkocji w rugby od 1990 do 2007.
Od maja 2009 firma Brown-Forman Polska stała się właścicielem marki The Famous Grouse.